# Adelina Lopes Vieira
Adelina Amélia Lopes Vieira (Lisboa, 20 de septiembre de 1850 — Río de Janeiro, 1922) fue una escritora, cuentista, y dramaturga brasileña.
Hija de Valentim José da Silveira Lopes, vino a Brasil con su familia, cuando tenía un poco más de un año de vida. Era hermana de Júlia Lopes de Almeida (1862-1934), se casó con António Arnaldo Vieira da Costa: empleado de una finca. Trabajó como profesora de la segunda cátedra de señoritas, en la parroquia del Espíritu Santo, y se dedicó extensamente a la escritura de textos poéticos, teatrales, e infantiles.

## Obras
- Margaritas, poesías. Ed. Typografia da Academia real das sciencias. Río de Janeiro, 224 pp. 1879
- Pombal, poemario en cuatro cantos. Río de Janeiro, 1882
- Destinos. Ed. Laemmert. 330 pp. 1900
- A virgem de Murilo
- As duas dores
- Expiação
- Contos Infantis (en colaboración con Júlia Lopes de Almeida). Ed. Livraria F. Alves. 182 pp. 1927
- A terrina
- Dom Quixote en línea
- Chuva e sol en línea
- Meiguice en línea
- Não se perde nada à mesa en línea
- O ramo verde en línea
- A lancha negra (soneto)